# Маликов, Борис Никифорович
Борис Никифорович Маликов (24 июля 1922, РСФСР — 15 октября 2002, Новосибирск, Российская Федерация) — советский и российский учёный-картограф, доктор технических наук (1977), профессор (1990), лауреат государственной премии РСФСР, действительный член Общественной Российской экологической академии (1996).

## Биография
С 1940 по 1947 год проходил службу в Советской армии.
Участвовал в Великой Отечественной войне, был старшим авиатехником 540-го АБП 16-й Воздушной армии.
В 1952 году с отличием окончил Новосибирский институт инженеров геодезии, аэрофотосъемки и картографии (специальность — «картография»).
В 1952—1956 гг. был начальником цеха Новосибирской картофабрики.
С 1956 по 1994 год руководил сектором главного научного сотрудничества в Сибирском НИИ геологии, геофизики и минерального сырья.
В 1994—2002 гг. был профессором кафедры картографии СГГА.

## Научная деятельность
Борис Никифорович работал в области природоресурсного экологического картографирования. В 2002 году инициировал создание экологической карты Новосибирска. Создатель более 80 научных трудов. Подготовил 3 кандидатов технических наук.

## Награды
Орден Отечественной войны 2-й степени (1944), медаль «За освобождение Варшавы» (1945), медаль «За взятие Берлина» (1945), медаль «За победу над Германией»(1946).